# D̦
D̦, d̦ (D с запятой снизу) — буква расширенной латиницы, ранее использовавшаяся в румынском языке.

## Использование

### Румынский язык
В румынском языке d̦ использовалась для обозначения звуков [z] и [d͡z].
Прототипом буквы является D с z-образным хвостиком (D᷐ d᷐), предложенная Петру Майором для обозначения /d͡z/ и /z/ (обозначалась буквами Ѕ и З в румынской кириллице того времени) в книге Ortographia romana sive Latino–Valachica, una cum clavis, qua penetralia originationis vocum reserantur, опубликованной в 1819 году, и позже использованная в Будском словаре.
В 1844 году Ион Элиаде снова предложил d̦ в своём журнале Curierul de ambe sexe в качестве замены для з.
23 октября 1858 года валашская организация Eforia Instrucțiunii Publice издала указ, в котором, среди прочих правил, вместо кириллической з в третий раз была принята буква d̦. Однако это правило не было полностью принято до более позднего времени.
Взяв дело в свои руки, министр внутренних дел Ион Гика заявил 8 февраля 1860 года, что всякий, кто проигнорирует новый переходный алфавит, будет уволен.
В Молдавии переходный алфавит и буква d̦ были приняты гораздо позже. В своей грамматике, опубликованной в Париже в 1865 году, Василе Александри использовал этот знак вместо з, рассматривая запятую под d как маленькую букву s (d̦ часто произносилось как /dz/, /ds/; существует также аналогия с ș—ss и ț—ts).
Буква была отменена в 1904 году и больше не используется.

### Латгальский диалект
Буква использовалась в грамматике латгальского диалекта 1928 года для обозначения [dʲ].

### Единый северный алфавит

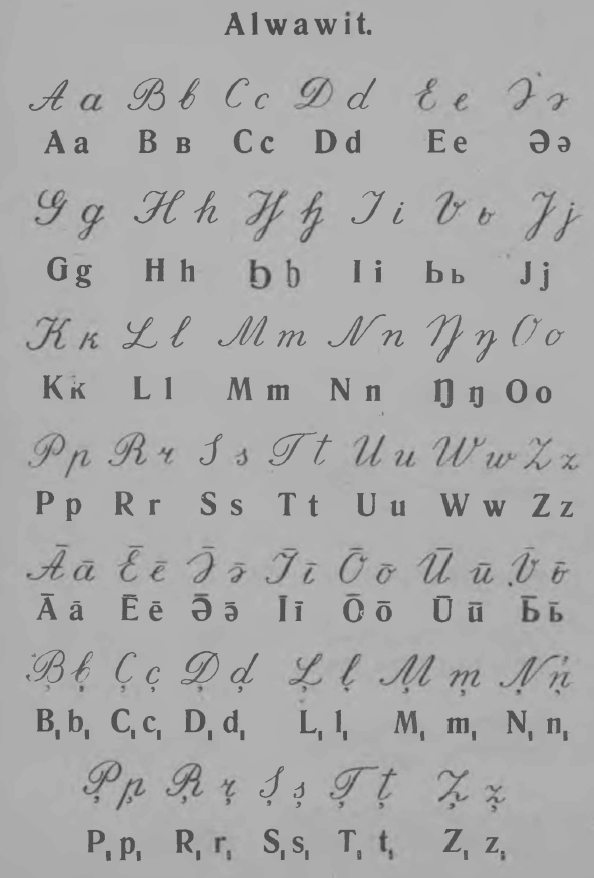
Ненецкий алфавит 1931 года

Использовалась в итоговом варианте Единого северного алфавита для саамского, ненецкого, ительменского и нивхского языков.
В саамском алфавите 1933 года, однако, не использовалась.